# Novemberkind
Novemberkind ist ein deutscher Spielfilm aus dem Jahr 2008. Der Diplomfilm von Christian Schwochow (Regie), Matthias Adler (Produktion) und Frank Lamm (Kamera) ist eine Produktion der Sommerhaus Filmproduktion in Koproduktion mit der Filmakademie Baden-Württemberg, dem SWR (Redaktion Debüt im Dritten), Cine+ und Filmemacher Produktion. Seine Uraufführung hatte Novemberkind im Rahmen des Filmfestival Max Ophüls Preis 2008, Kinostart war der 20. November 2008.

## Handlung
Malchow in Mecklenburg im November 2007: Die Anfang-20-jährige Inga, Inhaberin einer kleinen Leihbücherei, lebt allein. Regelmäßig besucht sie ihre Großeltern, die sie aufgezogen haben. Ihre Mutter, so heißt es, sei in der Ostsee ertrunken. Inga hat keine Erinnerung an sie. Über ihren Vater weiß niemand etwas.
In Konstanz verabschiedet sich Literaturprofessor Robert von seiner Freundin Claire, die ihn von seiner Reise abhalten will, hat er doch gerade einen Herzinfarkt überlebt. Er will nach Malchow, um Inga zu finden. Er trifft sie in ihrer Leihbücherei und gewinnt ihr Vertrauen. Er eröffnet ihr, dass er in Konstanz als Literaturdozent eine Gasthörerin hatte, die aus der DDR geflohen war. Sie hieß Anne und hatte ihr kaum sechs Monate altes Kind 1980 in Malchow bei den Großeltern zurückgelassen. Geflohen sei sie mit dem russischen Deserteur Juri – Inga erkennt, dass es die Geschichte ihrer Mutter ist. Sie ist wütend auf Robert, der ihr recht geordnetes Leben mit einem Mal zerstört hat, und wütend auf die Dorfbewohner, die alle wussten, dass ihre Mutter geflohen war. Selbst ihre beste Freundin Steffi, so zeigt sich, hat ihr nichts verraten. Mit Robert macht sie sich auf den Weg nach Konstanz, um Anne zu finden.
Unterwegs erfahren beide, dass Juri inzwischen in Stuttgart auf dem alten Güterbahnhof lebt. Er erkennt sie, da sie ihrer Mutter sehr ähnelt, weist sie jedoch zurück, als sie ihm Geld für eine Auskunft über Annes Aufenthalt bietet. Erst am nächsten Tag kommt es zu einem Gespräch zwischen ihnen, und Juri erzählt, dass Anne und er versucht hatten, Inga nach ihrer Flucht nachzuholen, dies jedoch nicht möglich gewesen sei. Anne habe sich zudem bald von ihm getrennt und sei zu Alexander, ihrem gemeinsamen Fluchthelfer, zurückgekehrt, mit dem sie schon in Malchow ein Paar gewesen war, bis Alexander mit seiner Familie in den Westen floh. Alexander sei auch Ingas Vater. Er lebe als Mediziner in Konstanz.
Inga und Robert fahren nach Konstanz. Was Inga nicht weiß, ist, dass Robert jeden ihrer Schritte genau verfolgt, da er ihre Geschichte zu seinem Roman Novemberkind verarbeiten will. Heimlich trifft er sich mit seinem Verleger. Gleichzeitig hat er Gewissensbisse, Inga so auszunutzen, zumal er sich in sie verliebt hat. Als sein Verleger meint, dass gerade dies der Geschichte einen weiteren Kick gebe, sagt er den Roman ab.
In Konstanz findet Inga heraus, dass Alexander inzwischen als Orthopäde arbeitet und lässt sich bei ihm einen Termin geben. Er erkennt, dass sie seine Tochter ist, zeigt sich aber scheinbar unberührt, während er schnell eine Praktikantin hinzukommen lässt und Inga auf Rückenschmerzen untersucht. 
Sie übernachtet vor seinem Haus, um Anne zu sehen, doch die Frau, die Alexanders Haus am nächsten Tag mit einem Kind verlässt, ist nicht Anne. In der Praxis stellt Inga Alexander zur Rede, und der erklärt alles. Anne habe nach der Flucht nicht verarbeiten können, dass sie ihre Tochter zurücklassen musste. Bereits 1982 sei sie in eine Psychiatrie eingeliefert worden und emotional so abgestumpft, dass selbst der behandelnde Arzt sie aufgegeben habe. Umso überraschter seien alle gewesen, dass sie 1992 noch die Kraft aufbrachte, Selbstmord zu begehen. Alexander habe sich zu der Zeit schon lange von ihr gelöst gehabt und sie auch nicht mehr besucht. Inga macht sowohl dem Arzt als auch Alexander Vorwürfe: Hätte sie nach der Wende von ihrer Mutter erfahren, hätte sie sie besucht und ihre Mutter würde vielleicht noch leben.
Mit Alexander geht sie zum Grab ihrer Mutter. Den Grabspruch, so erzählt dieser, habe ihr Literatur-Dozent ausgewählt. Inga erkennt, dass Robert die ganze Zeit vom Tod ihrer Mutter wusste, und erfährt auch, dass Robert schon lange plante, aus den ihm überlassenen Tagebüchern und Aufzeichnungen Annes einen Roman zu machen. In seiner Wohnung sieht sie die Entwürfe für den Roman und seine Notizen der letzten Tage. Robert übergibt ihr die Tagebücher ihrer Mutter. Tief enttäuscht reist sie zurück nach Malchow, nur um sich von Steffi zu verabschieden. Ihren Großeltern lässt sie einen Brief zurück und setzt sich ohne Ziel in den nächsten Zug. Während der Fahrt beginnt sie, ihre eigene Geschichte aufzuschreiben.

## Kritiken
„Es gibt sie noch, die guten Debütfilme: Christian Schwochows Novemberkind mit einer überragenden Anna Maria Mühe ist ein erstaunlich reifes Melodram über die langfristigen Folgen einer Flucht aus der DDR.“

## Auszeichnungen
- Publikumspreis des Filmfestival Max Ophüls Preis 2008
- Publikumspreis sowie Nachwuchsdarstellerpreis für Hauptdarstellerin Anna Maria Mühe des Filmkunstfestes Mecklenburg-Vorpommern
- Novemberkind wurde bei den 30. Biberacher Filmfestspielen als bestes Spielfilmdebüt ausgezeichnet.
- Förderpreis der DEFA-Stiftung beim FilmFestival Cottbus
- MFG-Star Baden-Baden 2008
- Von der Filmbewertungsstelle Wiesbaden wurde Novemberkind mit dem Prädikat Besonders Wertvoll ausgezeichnet.
- New Faces Award 2009 als bester Debütfilm.
- Die Hörfilmfassung erhielt 2009 den deutschen Hörfilmpreis in der Kategorie "Spielfilm/Kino". Die Audiodeskription wurde vom SWR angefertigt und ist auch in der DVD-Veröffentlichung zu finden. Uta-Maria Torp spricht die Bildbeschreibung.[2][3]
- Nominierungen für den Deutschen Filmpreis in den Kategorien Beste Hauptdarstellerin (Anna Maria Mühe) und Drehbuch.[4]